# Histoire de Tourcoing

Blason de Tourcoing

Cet article présente les faits marquants de l'histoire de Tourcoing, ville du nord de la France dans les Hauts-de-France, dans l'ancien comté de Flandre. Tourcoing compte en 2016 une population de 97 476 habitants, selon le recensement de l'INSEE.

## Toponymie
Le nom de la localité est attesté sous les formes Torcoin en 1080; Torchun en 1146; Torcoun en 1146 - 1149; Torcoing en 1165; Torcum au XIIe siècle,,,.
Une étymologie populaire en vogue au XIXe siècle (« l'âge d'or de la ville ») expliquait avec beaucoup de sérieux que Tourcoing serait une déformation du nom de Tarquin le Superbe, dernier roi de Rome qui aurait fondé la cité lors de son exil... au mépris de toute vraisemblance historique. Ainsi pouvait-on lire dans le Dictionnaire de la Conversation, imprimé à Paris en 1837 : « Malgré la belle érudition de D'Oudegherst, de Buzelin et des chroniqueurs sur lesquels ils se fondent, il est impossible de faire remonter Lille au-delà du Xe siècle . Passe pour Tourcoing qui fut bâtie, suivant Jacques de Guiyse, et, du reste, comme son nom l'indique, par Tarquin le Superbe ou par son fils, après leur mésaventure de Rome. ». Tout aussi fantaisistes sont le autres opinions émises au XIXe siècle. Ainsi, Dans les Archives du nord de la France, écrit par Arthur Dinaux et Aimé Leroy en 1838, nous pouvons lire la note suivante : « TOURCOING (au passage du bois), du celtique turg, tur « passage, travers », et de oing « bois » ». Elie Brun-Lavainne, archiviste et historien lillois, écrit en 1837 dans la Revue du Nord que le mot tur, tor ou tour, signifie aussi « bâtiment élevé, lieu fortifié, forteresse », et que le véritable sens de cen ou ken est « tête, sommet », de sorte que tour-ken pourrait se traduire par « fort sur une hauteur ». Il y ajoute : « Veut-on mieux encore ? Dans les dialectes bas-breton, gallois, écossais et autres, qui ont servi à recomposer la langue celtique, turchen ou torghen signifie « montagne, motte, butte de terre, coteau » » La topographie de la ville expliquerait alors cette version puisque Tourcoing est plus élevée que le centre de Lille de 26 mètres, et que Roubaix de 16 mètres environ, et est située sur une éminence, ce qui constitue parfaitement une motte, une butte de terre, d'où Turchen, Tourken, Tourkennois ou Tourquennois. Ces conjectures étymologiques ne reposent ni sur l'étude phonétique des formes anciennes, ni sur la connaissance du gaulois, seule langue celtique parlée dans la région jusqu'à la fin de l'Antiquité. Par exemple : il n'y a pas de *oing en gaulois et l'étude des formes anciennes révèle que le -g final est une graphie apparue plus tardivement que les formes primitives. En outre, le gaulois est une langue celtique en p- contrairement au gaëlique en k- : ken, cenn sont des mots gaéliques, alors que son équivalent gaulois est penno- cf. vieux breton penn « tête, bout, extrémité », breton penn, etc.
C'est la raison pour laquelle les linguistes et les toponymistes rejettent de manière unanime ces hypothèses. Albert Dauzat et Charles Rostaing penchent pour un anthroponyme germanique non attesté *Thorcuno pris absolument, ils se basent pour cela sur les travaux de Raymond Schmittlein. Ernest Nègre quant-à-lui propose le nom de personne germanique Trucoinus bien attesté, il tient compte pour cela de la forme la plus anciennement connue Torcoin, dont procède directement le nom actuel. La métathèse de /r/ serait liée à l'attraction du mot bien connu tour, anciennement graphié parfois tor.

## Les origines
Située sur l'ancienne route commerçante allant de Tournai à Viroviacum (actuelle Wervicq, alors port et débarcadère sur la rivière Lys), cités romaines d'une importance régionale, Tourcoing aurait été un simple hameau de chaumières autour d'une villa romaine.
Un grand propriétaire vint certainement s'installer là, dans ce qui était à la base un relais de voyage, créant des infrastructures agricoles rudimentaires qui attirèrent des paysans autour de cette villa. Des structures gallo-romaines datant du IIe siècle ont en effet été découvertes lors de fouilles menées en 1985 sur la Grand'Place, celle-ci aurait probablement été un site d'habitat.
Des fouilles archéologiques montrent qu'une paroisse et une chapelle s'installèrent au IVe siècle, avec l'arrivée du christianisme.
La bourgade, sans importance à l'époque, n'est citée dans aucune carte ni écrit romains. Du point de vue administratif, elle fait partie de la Gaule belgique, et plus précisément de la province de Belgique Seconde, circonscription de Tournai (civitas Tournensis).

## Moyen Âge
En 1080, un certain Saswalus de Turconium est témoin d'une donation à l'abbaye d'Harelbecque. Était-il seigneur de Tourcoing? Rien ne l'indique. Quoi qu'il en soit, cet acte est la première trace écrite incontestable de Tourcoing, qui est donc aussi ancienne que Lille (1056).
Le village de Tourcoing était à l'époque une seigneurie (elle le restera jusqu'en 1789), dépendante de la châtellenie de Lille, laquelle faisait partie du Comté de Flandre.
.

### DuXIeauXIIIesiècle: premières institutions
La seigneurie de Tourcoing appartient à la Maison des seigneurs d'Alost, puis des comtes de Guînes en 1166, et est enfin rachetée en 1294 par la famille de Mortagne. Ces importants barons flamands ne semblent pas avoir résidé ni avoir eu une grande influence sur l'évolution de la localité. Trois faits se dégagent des banalités de la vie féodale :

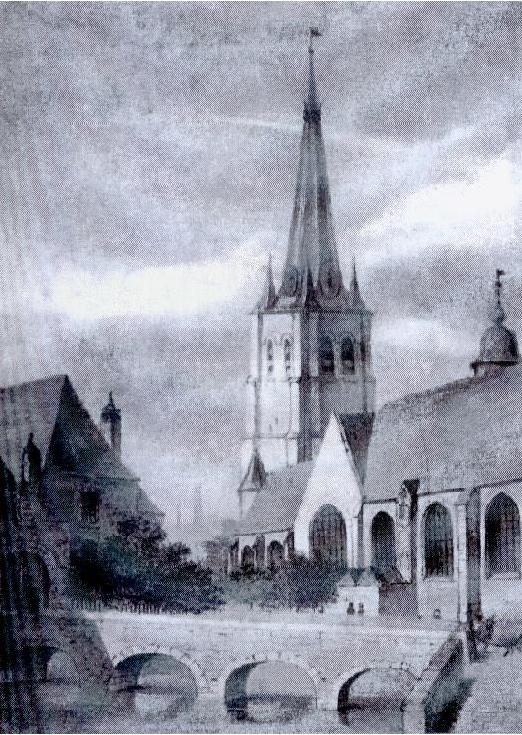
Château du Bailli et église Saint-Christophe (état du début du XIXe siècle)

- 1130 : à la suite de la demande des habitants, qui souhaitent avoir une église à Tourcoing, le diocèse de Tournai sollicite l'autorisation du seigneur, Ywan de Gand, de bâtir un lieu de culte : l'édifice est dédié à saint Vaast.

Elle changera plus tard de saint patron et deviendra l'église Saint-Christophe.
- En 1260, dans la continuité du grand mouvement charitable des Flandres, la dame douairière de Tourcoing, Mahaut de Guisnes donne « cinq bonniers de terre » à des religieuses. Celles-ci devront y construire un hospice pour accueillir les indigents, les vieillards et les vieilles femmes.

L'hospice d'Havré est à l'origine de l'actuel hôpital Gustave-Dron.
- En 1294, il semble y avoir eu désaccord entre le seigneur, Guillaume de Mortagne, et les villageois sur les droits et devoirs de chacun; la situation se termina sans aucune violence grâce aux privilèges que leur concédait Guillaume. Ce document au nom original et d'une grande valeur historique est parvenu jusqu'à nous : le concordat (aucun rapport avec le traité entre Napoléon Bonaparte et le pape Pie VII). Cet acte est l'équivalent des libertés communales (ou "Keures") des grandes cités flamandes. Cet accord, qui fixait la coutume (c'est-à-dire la justice locale), divers aspects de la vie économique (marchés et ducasses) et le pouvoir politique au niveau du village, cet accord sera donc respecté et scrupuleusement appliqué jusqu'en 1789.

### XIVeetXVesiècles
En 1304, à la suite de la victoire de Philippe IV le Bel sur les Flamands révoltés à Mons-en-Pévèle, le roi obtient le rattachement des châtellenies de Douai, Orchies et Lille au domaine royal de France. Le seigneur de Tourcoing doit donc rendre hommage directement au roi de France, et non plus au comte de Flandre. Dans les faits, les Tourquennois ne virent guère de changement : faisant partie de la Flandre romane où on parlait le patois picard, proche du français (et non le flamand occidental), ils furent administrés par des baillis du roi qui résidaient à Lille.
La guerre de Cent Ans va aussi amener son lot de malheurs avec elle : le 3 août 1340, Jacques van Artevelde et son allié Édouard III d'Angleterre, assiégeant Tournai restée fidèle au roi de France, pillent et incendient Tourcoing et d'autres villages de la campagne.
En 1346, le seigneur de Tourcoing, Guillaume II de Mortagne, meurt à la bataille de Crécy : trois successeurs se disputent la seigneurie : normalement sa fille Marie aurait dû hériter de Tourcoing. Cependant, Marie de Mortagne avait épousé Jean du Fay, puis avait annulé son mariage et s'était remarié avec le chevalier Pierre Pascharis. De plus, sa sœur aînée, Yolande, mariée à Gossuin du Quesnoy, réclamait également la seigneurie.
Entre Jean du Fay, Pierre Pascharis et Gossuin du Quesnoy, les Tourquennois ne savaient plus qui était leur seigneur ; or, ils avaient besoin du sceau du seigneur afin d'authentifier les draperies fabriquées à Tourcoing.
Les Tourquennois, las des procès interminables, en appelèrent directement à l'arbitrage du roi de France, Jean II le Bon. Celui-ci, récemment revenu de sa captivité en Angleterre, accorda un sceau à Tourcoing, pour moitié le blason du seigneur du Fay, pour l'autre moitié celle du seigneur du Quesnoy.
En 1369, Charles V le Sage cède la châtellenie de Lille au comte de Flandre, Louis de Maele. En effet, le roi négocie le mariage de la fille unique de Louis de Maele, Marguerite de Maele, avec son frère cadet, Philippe le Hardi. Il préfère céder la Flandre romane au comté de Flandre plutôt que de voir le prodigieux héritage de Louis de Maele (Franche-Comté, Artois, Boulogne, Nevers, Rethel et Flandre) partir entre les mains d'un prince étranger.
Marie de Mortagne meurt à peu près à la même époque, laissant un fils mineur. Gossuin du Quesnoy en profite pour usurper la terre de Tourcoing à son neveu. Louis de Maele intervint et confisque Tourcoing. Cependant, Gossuin du Quesnoy obtint l'usufruit de Tourcoing jusqu'à la majorité du fils de Marie, Jean d'Audenaerde.
Finalement, Gossuin du Quesnoy obtint définitivement le titre de seigneur de Tourcoing.
Ce litige seigneurial est intéressant car révélateur du développement de Tourcoing : ce bourg rural complète ses revenus en tissant et en vendant de la laine et autres draperies. Nous n'en sommes pas encore à l'explosion économique du XIXe siècle, loin de là : mais chaque maison a, dans sa cave, un métier à tisser et de la laine du pays. Le paysan de base complétait donc ses revenus en faisant de la menue draperie.
Après la mort de Louis II de Flandre en 1384, le comté de Flandre va être intégré aux États bourguignons.
En 1443, on a la première trace écrite de l'échevinage de Tourcoing, composé de sept échevins et d'un bailli (lequel réside dans le manoir seigneurial à côté de l'église Saint-Christophe, nommé château du Bailly). L'actuel quartier des Poutrains, seigneurie indépendante au XVe siècle, a sa propre administration municipale.
En 1491, l'empereur germanique Maximilien d'Autriche accorde à Tourcoing une « franche foire », la hissant ainsi au même niveau que les commerçantes cités drapières de Flandre. La draperie devient un des centres d'intérêts de la vie tourquennoise. On constate qu'à partir de cette époque les notables de la ville deviennent des tisserands ou des brasseurs.

## La Renaissance et la guerre des Gueux
En 1525, la prospérité de la petite ville (trois mille habitants) permet aux Tourquennois de consentir à un effort financier important pour l'embellissement et l'agrandissement de la vieille église Saint-Vaast, construite au XIIe siècle. De grands travaux sont lancés, dont certains dureront jusqu'en 1550. L'église change à cette époque de saint patron : elle devient l'église Saint-Christophe. C'est également à cette époque qu'est construite la Halle échevinale, dans un pur style flamand, lieu de réunion des échevins et du bailli: la halle, ancêtre de notre hôtel de ville, est bâtie entre la grande place et l'église Saint-Christophe.
La Réforme, avec les troubles qu'elle apporte, gagne la région : Tourcoing est en partie acquise à la religion protestante, quand survient la terrible répression organisée par Ferdinand Alvare de Tolède, duc d'Albe, représentant du roi d'Espagne, nouveau souverain de la châtellenie de Lille.
La guerre des Gueux commence : une terrible guerre civile qui va durer plus d'une décennie, ponctuée d'assassinats sanglants. Les gueux (pillards protestants), parfois surnommés Hurlus (hurleurs), font fréquemment des sorties sur Tourcoing, Roubaix et Wattrelos, depuis leur base de Mouscron. Des guet-apens sont tendus aux catholiques, notamment au curé de Tourcoing, redoutable orateur, abattu d'un coup de fusil alors qu'il traversait la campagne en direction de Wattrelos. En outre, les gueux commettent des déprédations et des pillages (rafle dans l'église Saint-Christophe vers 1570).

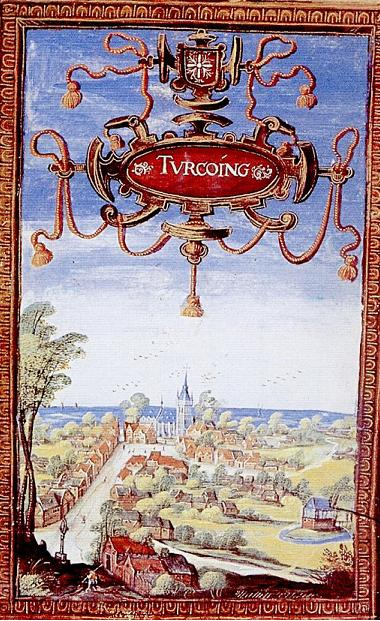
Vue du bourg de Tourcoing au XVIIe siècle

Finalement, à force d'arrestations et d'exécutions, le duc d'Albe (et peut-être aussi la lassitude) finit par calmer les ardeurs protestantes et la région retrouva son calme et sa prospérité.

## XVIIesiècle: le retour à la France
Le XVIIe siècle voit le retour définitif de la châtellenie de Lille à la couronne de France en 1668. Cependant, avant de quitter la Flandre gallicante, l'administration espagnole va distribuer quelques derniers bienfaits à la région (par exemple, à Lille, la Vieille Bourse, construite en 1652 dans un style flamand flamboyant).
À Tourcoing, cela se traduit par la création d'un collège en 1666 par les récollets, avec l'autorisation officielle du roi Philippe IV d'Espagne (en fait, cette autorisation datait de 1664, mais diverses péripéties avaient retardé la construction du collège). Cet établissement, à l'origine sous le patronage de saint Bonaventure, s'est maintenu jusqu'à nos jours : il s'agit de l'Institution libre du Sacré-Cœur (dénomination officielle du Collège de Tourcoing).
En dehors de la fondation de ce cloître et collège des Récollets, Tourcoing continue de se développer lentement mais sûrement, atteignant bien tôt une population de dix mille habitants.

## XVIIIesiècle: l'émancipation face à Lille
Malgré de désastreux incendies qui ravagent le bourg, notamment en 1711, la petite ville prospère et se relève de toutes les catastrophes. Comme à Lille, on abandonne progressivement l'ancienne architecture flamande pour privilégier le classicisme, comme le montre le nouvel hôtel de ville inauguré en 1718 en lieu et place de l'ancienne halle échevinale devenue trop petite).
Le XVIIIe siècle voit, dans la Flandre gallicante, l'émergence des bourgs de la campagne face à la toute-puissance de la ville fortifiée qu'est Lille.
En effet, Lille, vieille cité drapière depuis le Moyen Âge, s'est arrogé un grand nombre de privilèges qui lui permettent de maintenir son monopole en ce qui concerne le commerce et l'artisanat du textile. Selon les règles alors en usage, les habitants du « plat pays » (c'est-à-dire la campagne, par contraste avec Lille, ville-forteresse) doivent apporter leur laine au grand marché du chef-lieu et le vendre aux entreprises lilloises, qui se chargent de la suite de la production. Les habitants du plat pays n'étaient donc que des fournisseurs de matières premières. Lille prenait ses mesures afin de sauvegarder son industrie interne, car la concurrence de la campagne, où les coûts de main-d'œuvre et de production en général étaient beaucoup moins élevés, cette concurrence donc aurait pu sérieusement mettre à mal l'économie lilloise.
Cependant, on a vu que dès le Moyen Âge, Tourcoing s'était lancée, à un moindre niveau, certes, dans la fabrication artisanale de menue draperie (ou "sayette"). Le règlement coercitif de Lille n'était pas fait pour plaire aux Tourquennois dont les revenus commençaient de plus en plus à dépendre d'activités autres que l'agriculture.
C'est pourquoi certaines grandes familles de l'époque vont braver l'interdit lillois et se lancer clandestinement dans la confection de menue draperie, avec la neutralité bienveillante du bailli et des échevins de Tourcoing. Mais, plusieurs fois, le pot aux roses fut découvert, et les autorités lilloises, en faisant des inspections à Tourcoing, découvrirent un jour de 1730 des métiers à tisser dans la propriété des Destombes. Tollé général à Lille, qui détruit les instruments et interdit aux bourgs du plat pays de recommencer.

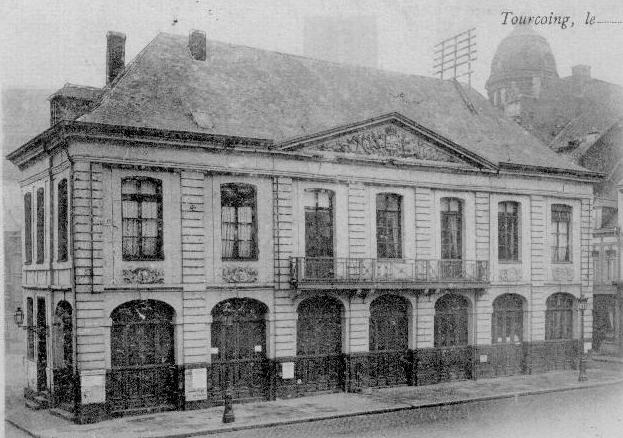
Ancien hôtel de ville de 1718

Mais Tourcoing n'est déjà plus un "bourg" : forte de douze mille âmes, elle se sent prête, avec sa voisine Roubaix (8 000 habitants sous l'Ancien Régime) à défier Lille.
Par provocation, un atelier de confection de tapisseries, tentures et tapis ouvre à Tourcoing. Il est fermé le mois suivant par les autorités de Lille. L'antagonisme entre Lille et Tourcoing s'accentue, des Tourquennois sont traînés en justice...
C'est durant cette période qu'un chansonnier lillois, surnommé Brûle-Maison (son vrai nom était François Decottignies), prit violemment à partie les Tourquennois dans ses spectacles en se moquant de ces « broutteux » qu'il faisait passer pour des modèles d'ignorance et d'idiotie (les assimilant à des "Béotiens du Nord"). Son surnom provient du fait qu'il brûlait une maison de papier ou de carton au bout d'un bâton pour attirer la foule. Ses œuvres ont été recueillies en deux volumes in-32, sous le titre d'Etrennes tourquennoises. Les plus connues étaient le Tourquennois marchand de hannetons, la Lune avalée par un âne, le Flamand envoyé à Tourcoing pour apprendre le français, le Soleil mis dans un coffre, l'Orgue aux chats ou encore l'Âne enrôlé. Certains Tourquennois ayant connu les contemporains de Brûle-Maison ont assuré qu'il n'était que le prête-nom d'un chanoine de Saint Pierre de Lille. Il ne devait ainsi que chanter au peuple les couplets et les pasquilles que le chanoine avait composés.
Tous les magistrats du plat pays, soutenus par leurs curés respectifs, lancent une pétition où les notables (de Tourcoing, Roubaix, Lannoy, Halluin, Cysoing, etc.) adressent une supplique au Roi de France Louis XV.
Cette requête n'aboutira que bien des années plus tard, en 1762, quand un édit royal brise le monopole de Lille et permet aux villes dites « ouvertes » (c'est-à-dire non fortifiées) de se lancer dans l'industrie de la laine.
On peut considérer que le véritable essor de Tourcoing débute à ce moment-là, grâce à la liberté d'entreprendre. À la veille de la Révolution, Tourcoing était en effet un centre d'affaires assez important, à l'industrie florissante, puisque l'on dénombrait seize cents ouvriers peigneurs. La tannerie était également un secteur en pleine expansion : à la même époque, on comptait dans la ville 58 fosses pour sept tanneurs.

## La Révolution française et l'Empire
Tourcoing accueille la Révolution française avec un enthousiasme modéré. Enthousiasme, parce la ville espère que ce qu'elle considère comme la lourde et inefficace administration d'Ancien Régime va enfin être réformé et mettre fin aux inégalités provinciales dont elle souffre; de plus, le vent de liberté qui souffle en 1789 ne peut laisser indifférent qui que ce soit. Modéré, parce que la plupart des habitants sont très attachés à la religion catholique, apprécient le vieux collège des Récollets et ont en grande estime leur seigneur, le duc d'Havré Maximilien de Croÿ (qui est d'ailleurs élu député de la noblesse aux États Généraux), qui vient les voir de temps à autre.
En 1790, Tourcoing, jusque-là véritable embrouillamini de fiefs féodaux, ayant pour seule unité la paroisse de Saint-Christophe, devient administrativement une ville avec conseil municipal. Le premier maire de Tourcoing est Louis Desurmont, représentant d'une grande famille locale. La Flandre française devient le département du Nord.
Jusque-là demeurée assez calme, la ville est troublée par l'arrivée d'un nouveau procureur-syndic, René Huguet, originaire du département de l'Aisne, qui est l'incarnation même du jacobin anticlérical et extrémiste. Il joua à merveille le rôle d'un agitateur public, ameutant la population contre les religieux et dénonçant aux autorités révolutionnaires les Tourquennois qui ne lui semblaient pas assez ardents dans la défense des idées nouvelles.
La première victime de la vindicte du citoyen syndic Huguet fut le Collège Saint-Bonaventure. Profitant de la nouvelle loi mettant fin aux congrégations religieuses, Huguet fit toutes les pressions possibles pour que les malheureux pères récollets soient dans l'obligation de choisir entre, tout d'abord, renier leurs vœux de religion et continuer à enseigner, ou demeurer prêtres et quitter la commune. Les récollets, soutenus par la municipalité, tentèrent de résister, mais Huguet manqua de peu provoquer une émeute contre les religieux, et ceux-ci, conscients du danger dans lequel ils se trouvaient, acceptèrent finalement de quitter sur le conseil du maire Louis Desurmont. En quittant Tourcoing, ils firent vœu de pouvoir revenir en des temps meilleurs pour continuer l'œuvre d'enseignement que nous menons en ce lieu depuis plus de 120 ans déjà. Leur vœu sera exaucé en 1802, après le Concordat entre le pape Pie VII et le Premier Consul Napoléon Bonaparte.
Ensuite, ce fut l'église Saint-Christophe qui fut d'abord, malgré l'opposition de plus en plus vive de la municipalité, transformée en grange à foin et étable à bestiaux par les soins de René Huguet puis, lorsque Maximilien de Robespierre institua la Terreur, il détruisit tous les signes chrétiens et en fit un temple de la Raison.
Tourcoing étant sur la route traditionnelle des invasions, ville ouverte de surcroît, elle fut occupée par les Hollandais et les Autrichiens à plusieurs reprises. La République mit fin à la présence ennemie sur le sol tourquennois le 18 mai 1794 (29 floréal an II), lors de la fameuse bataille de Tourcoing, première victoire offensive des armées républicaines sur la coalition européenne.
Sous le Premier Empire, la ville ne connut pas de transformations majeures, à part le retour au calme nécessaire à sa croissance économique.
En 1802-1803, au niveau des transports, la ville est reliée à celle de Roubaix par une liaison régulière assurée par une brouette tirée par un homme et un chien.
La ville fut de nouveau occupée par les Saxons en 1814 et 1815, mais ceux-ci s'étant conduits de manière irréprochable, cette occupation eut des conséquences inattendues (mariage et installation de soldats saxons à Tourcoing, création d'une fanfare commune...).

## L'âge industriel: la prospérité textile
La formidable « épopée du textile » (expression locale) commence à partir des années 1820 : elle débute de concert avec l'arrivée de la Révolution industrielle en France.
Comme cela a déjà été indiqué précédemment, Tourcoing devenait une petite ville manufacturière où le textile, qui existait à un niveau artisanal depuis le Moyen Âge, commençait à prendre de l'importance. L'introduction de la machine à tisser va radicalement changer la productivité économique et l'apparition de la classe ouvrière. Seules la crise économique et agricole de 1827-1831 ainsi que la terrible épidémie de choléra de l'année 1832 ont pu ralentir son développement dans la première moitié du XIXe siècle, cependant ces évènements n'eurent finalement aucune conséquence décisive sur l'avenir de la ville.
Grâce à l'initiative de quelques audacieux entrepreneurs qui introduisirent (parfois clandestinement) la mécanisation dans le processus de production, le Nord va se couvrir d'usines et devenir l'un des centres économiques majeurs de la France.

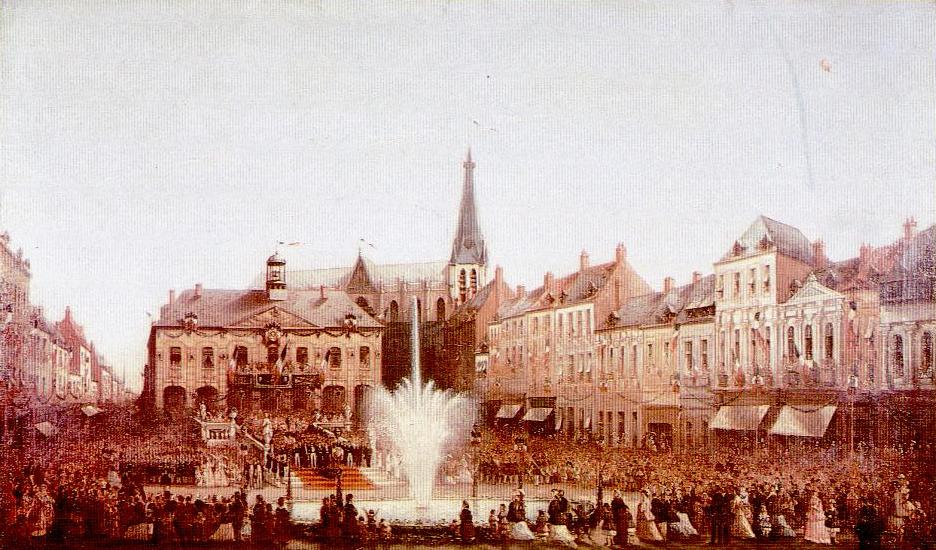
Festivités sur la Grand-Place de Tourcoing (1860)

À Tourcoing, cet âge d'or reste associé à tous les grands noms locaux : les Desurmont, les Destombes, les Flipo, les Tiberghien, les Odoux et autres Sasselange... Ces grandes familles, pour la plupart parmi les plus anciennes de la ville (déjà mentionnées dans les registres paroissiaux du XVe siècle), vont devenir de véritables dynasties qui vont diriger l'économie locale jusqu'au début des années 1960.
Ainsi, Tourcoing devient au XIXe siècle le siège d'un grand nombre de peigneries et de filatures qui expédient leurs produits sur Roubaix. Elle constitue également un lieu d'approvisionnement pour les manufactures de Roubaix du fait de la tenue à Tourcoing du plus important marché des laines de tout le nord de la France. Les matières qu'on y échangeait provenaient généralement de l'Angleterre et des Pays-Bas, pour une quantité des achats estimée en 1854 à près de 6 000 tonnes (près de 9 000 en 1859, et jusqu'à 35 000 tonnes peu avant la Première Guerre mondiale),,.
En 1827, on répertoriait 4 filatures de laine peignée, 30 en 1840 et 52 employant 4 600 ouvriers (plus 2 800 ouvriers occupés au tissage) en 1859. En 1876, alors que la ville comptait 43 000 habitants, on dénombrait plus de 65 filatures (400 000 broches au moins) de laines peignées, cardées et mixtes, de coton, de lin et de soie, plus de 25 peigneries mécaniques et à la main, 50 à 55 fabriques de tapis moquettes, d'étoffes pour ameublement et de tissus en tout genre et en toute matière, des teintureries, des savonneries, une raffinerie de sucre, ou encore des ateliers de construction de machines.On estime alors que la population ouvrière représentait plus de quatre cinquièmes de la population totale. En 1891, on dénombre 48 filatures de laine, 12 de coton et une de lin occupant au total 8 840 ouvriers.
À partir des années 1880, les industriels de Tourcoing et de Roubaix prirent la décision de s'émanciper de l'intermédiaire anglais dans le commerce qu'ils faisaient à l'échelle mondiale, notamment avec l'Australie et l'Amérique du Sud. Ainsi, ils envoyèrent des représentants en Uruguay et en Argentine, ainsi qu'à Sydney et à Melbourne. Traiter directement avec les producteurs a permis au marché de Roubaix et de Tourcoing de se constituer en puissance autonome. Ainsi en 1891, Tourcoing importe 72 000 balles de laines de La Plata, 152 000 d’Australie soit directement, soit par Londres, et 20 000 des Indes.

### Transformation de la physionomie de Tourcoing
Cette période, qui voit l'élévation de Lille, Roubaix et Tourcoing à une renommée internationale grâce à leur prospérité industrielle, est également celle d'une urbanisation galopante du territoire communal. Entre 1816 et 1906, le nombre d'habitants augmente en moyenne de 24 % à chaque décennie (la population passe de 12 000 habitants en 1825 à 80 000 en 1906). Les anciens lieux-dits deviennent de véritables quartiers, les uns populaires (Croix-Rouge, Brun-Pain, Épidème...) mixtes (Centre-Ville, Pont de Neuville, Égalité, Francs...) ou cossus (Blanc-Seau, Bois d'Achelles, Boulevard de la Marne...). De nouvelles églises sont construites dans ces quartiers au tournant du XIXe  et du  XXe siècles. Ces quartiers excentrés seront reliés grâce à la construction de 1906 à 1908 d'une grande artère de 6,2 kilomètres de long et de 30 mètres de largeur, le boulevard Industriel (ce dernier devait initialement comporter une voie ferrée, ce qui ne sera jamais réalisé). Ce dernier ceinturant la ville a permis la construction dans les années 1920 de grandes usines comme l'usine Lepoutre ou le peignage Tieberghien. Malheureusement, la construction de ces nouvelles habitations et de ces nouvelles usines n'est que très peu coordonnée, ce qui conduit Jacques Greber, architecte-urbaniste, à souhaiter dans les années vingt un véritable plan d'aménagement qui permettrait de concentrer les activités industrielles en des lieux où elles ne gêneraient plus la population (le constat est similaire pour Roubaix).
Dans les années 1820, 65 % de la population active travaille alors dans le secteur industriel (ce qui montera à 76 % en 1886). Cependant, dans les manufactures, on emploie encore beaucoup la force musculaire, humaine ou animale. Durant la première moitié du XIXe siècle, malgré la forte croissance démographique, Tourcoing conserve une physionomie rurale, peu de travaux sont entrepris dans son centre-ville, seulement la population se densifie davantage dans les îlots déjà existants (Tourcoing compte en effet près de 15 000 habitants en 1827 et un peu plus de 27 600 en 1850). En effet, la municipalité prévoit déjà des plans d'aménagement qui visent à rentabiliser les terrains du centre-ville. De même, les nouvelles manufactures s'installent aux abords de celles déjà présentes ; du fait de leur aspect similaire aux autres bâtisses de la ville, elles s'intègrent parfaitement. Les habitations présentes à Tourcoing ont alors des dimensions modestes, elles mesurent en moyenne 4 mètres de large sur une longueur de 9 mètres, et les édifices construits dans le centre-ville ne dépassaient presque jamais trois étages. Par ailleurs, lors de leur construction, l'alignement à la rue n'est pas toujours respecté. Les rues sont encore sinueuses, pour la plupart en terre, à l'exception des axes majeurs, et ne comportent pas de trottoirs. Cependant, une certaine rigueur architecturale commence à émerger parmi les nouvelles constructions, inspirée par le néoclassicisme alors en vogue, et qui permettra à Tourcoing de présenter une physionomie plus homogène, par ailleurs les nouvelles rues sont régulières, la ville s'embellit.
C'est dans la seconde moitié du XIXe siècle que la morphologie de Tourcoing va radicalement changer. En effet, cette période, inaugurée par la mise en service de la ligne ferroviaire entre Tourcoing, Roubaix et Lille (1846), voit le percement de nouvelles rues, du Boulevard Gambetta reliant la ville à Roubaix (dont le tracé a été décidé en 1872, mais qui ne sera réalisé qu'en 1880), la reconstruction de l'église Saint-Christophe de 1856 à 1898 (chantier en plusieurs phases), l'édification du nouvel hôtel de ville en 1885 mais aussi la construction en 1878 de nouvelles halles en lieu et place du château du Bailly, détruit un an auparavant. Ces halles métalliques, dont la construction avait été décidée en 1866, a été bâtie sur les plans de l'architecte Louis Le Blan, ce dernier s'est inspiré des halles Baltard. Cependant, elles ne furent que très peu utilisées et furent reconverties en Hippodrome, avant d'être démolies en 1935. Leur structure métallique était soutenue par des piliers en briques polychromes et elles comprenaient en guise de décoration intérieure des colonnettes de fonte imitant les ordres classiques. Les premiers tramways tourquennois entrent en service en 1877. Enfin, en 1909 est ouvert le Grand Boulevard, qui relie les trois villes de Tourcoing, Roubaix et Lille. Il comprend dès son ouverture une ligne de tramway, nommé le "Mongy", du nom de son concepteur le lillois Alfred Mongy.

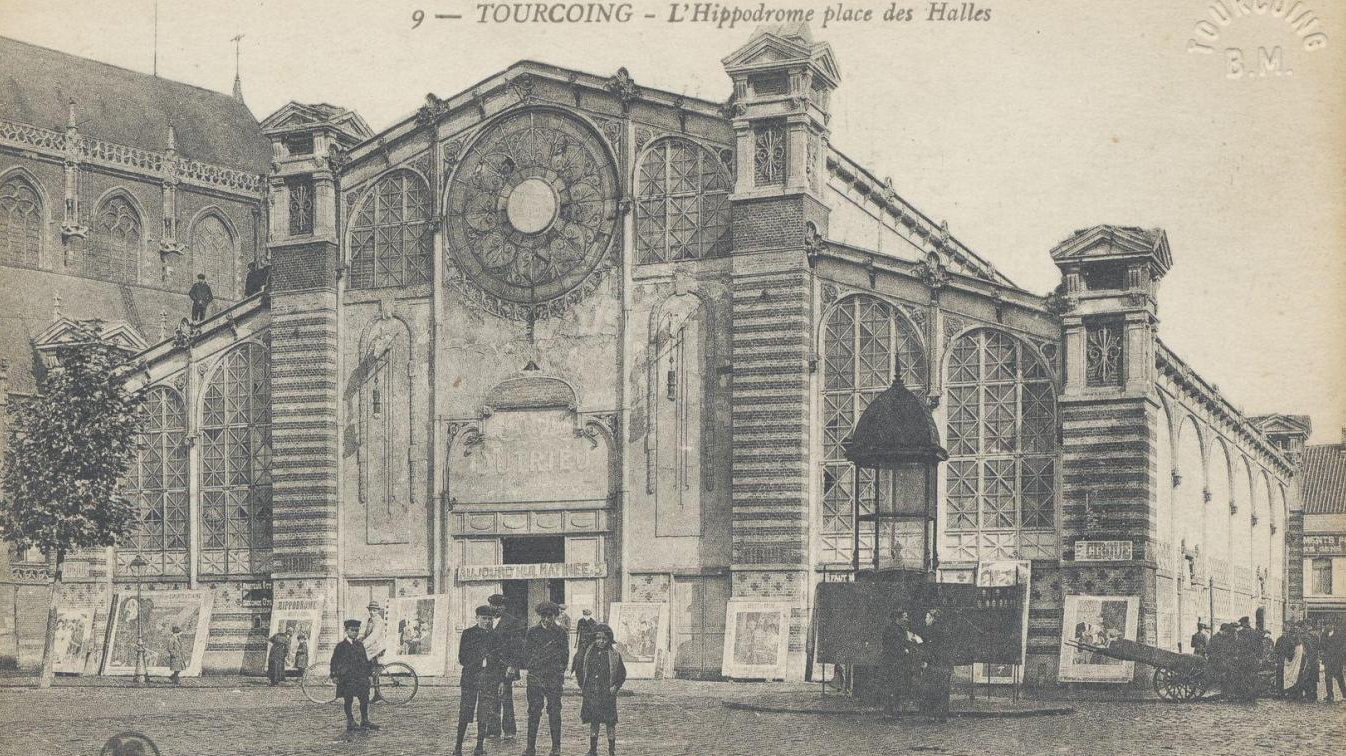
Les anciennes halles de 1878, transformées en hippodrome, et détruites en 1935

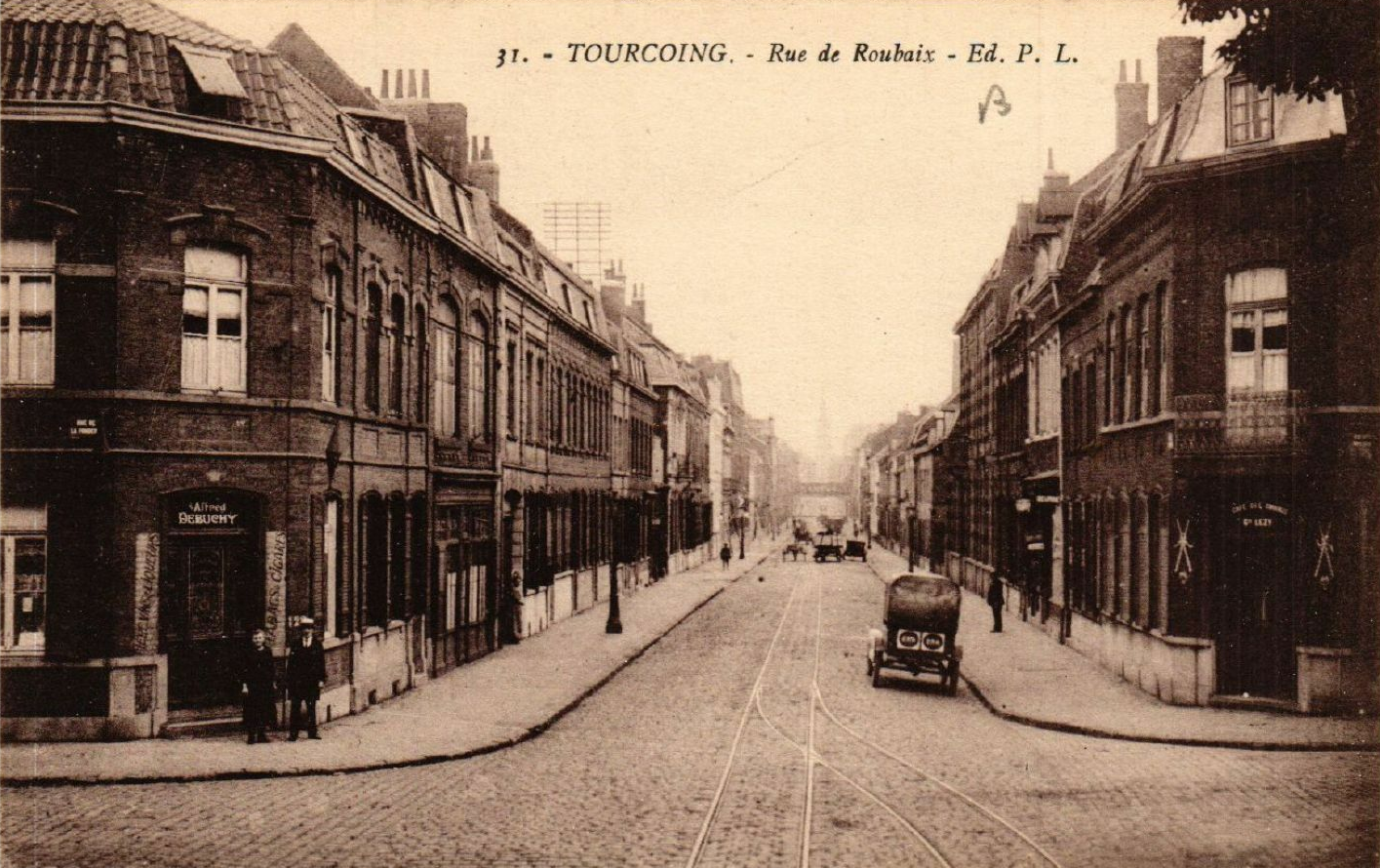
La rue de Roubaix, à Tourcoing, au XIXe siècle

Ces nouveaux équipements s'accompagnent d'une forte densification de Tourcoing au cours de la seconde moitié du XIXe siècle, ainsi en 1856, 61 % des maisons ne comportaient qu'un rez-de-chaussée, en 1896, elles ne sont plus que 8,5 %. Par ailleurs, 11 438 maisons sont recensées en 1886, ce nombre passe à 13 552 en 1891 et à 19 295 en 1906. Ces maisons individuelles, conçues le plus souvent pour des ouvriers, sont le plus souvent construites à l'initiative d'entrepreneurs, de rentiers, et parfois même des entreprises employant les ouvriers. Cette urbanisation crée un paysage monotone, les rues tracées au cordeaux se succèdent, bordées d'habitations toutes du même gabarit, différent bien sûr selon qu'elles soient bourgeoises ou populaires. Seules quelques fantaisies décoratives, jeux de moulures, références historiques viennent animer certaines de ces nouvelles maisons construites en masse ; ces hôtels bourgeois sont notamment visibles rue de Lille et rue de Tournai. Parmi toutes ces demeures se distinguait le Palais Vaissier, construit dans un style néo-mauresque en 1892 par l'architecte Charles Dupire-Rozan pour le compte de Victor Vaissier, fabricant de savon. Le Palais est finalement démoli en 1929.
En 1857, Tourcoing est décrite ainsi dans le Grand Dictionnaire de Géographie ancienne et moderne : "Les rues de Tourcoing sont régulières, bien percées et les maisons bien bâties et agréables."
Onésime Reclus décrit ainsi les villes industrielles du Nord : "Des rues sans nombre, presque toutes les routes s'étant bordées de maisons basses en briques rouges, à tuiles rouges ; rues de pauvres et d'exploiteurs des pauvres parmi lesquels règne en gloire, et couronné d'étoiles, le nec pluribus impar, le Louis XIV, bien plus, le Dieu des dieux de céans et d'ailleurs, le cabaretier qui dispense impartialement, tout à tous, la vinoche, l'absinthe et les tord-boyaux de son « casse-poitrine » ; suivant les bourgs il y a tantôt un détaillant d'alcoolisme sur dix ou douze habitants, tantôt un sur huit, on dit même un sur quatre ! Des villes que ces rues unissent en grandes cités, principalement dans la région lilloise : en réalité, Lille, Roubaix, Tourcoing et les faubourgs qui les relient entre elles font un peuple de 500 000 à 600 000 hommes, le second de France, sans compter son prolongement dans le Hainaut belge."

### Expositions

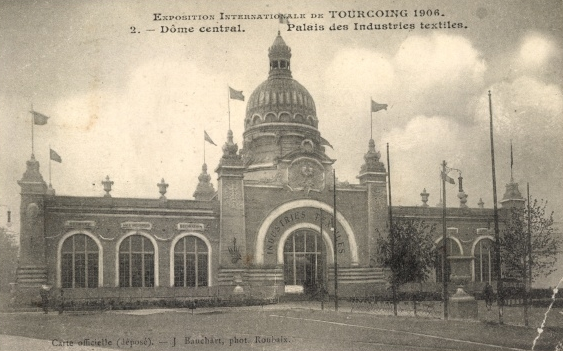
Le Palais des Industries textiles à l'Exposition Internationale de Tourcoing en 1906

À l'Exposition Universelle de 1855 qui se tenait à Paris, l'industrie tourquennoise des laines obtint trois médailles de première classe, trois médailles de seconde classe et deux mentions honorables.
En 1906, a lieu à Tourcoing, l'exposition internationale des industries textiles ; le président de la République Armand Fallières vient la visiter le 4 juin 1906 (élu la même année, il s'agit de sa première visite officielle). Cette exposition, organisée près du canal dans le quartier du Flocon, connut un succès sans précédent pour Tourcoing puisqu'elle accueillit 800 exposants et attira plus de 700 000 visiteurs. Sont alors construits le Palais des industries textiles et des pavillons éphémères élaborés par l'architecte Maxime Sevin qui s'est librement inspiré de ceux bâtis lors de l'Exposition Universelle de Paris de 1900. Le Palais des industries textiles était l'une des plus vastes constructions de l'exposition : il comportait un grand hall dédié aux produits textiles et au fonctionnement des métiers, mais également une salle d'honneur aux décorations de stuc doré rappelant Versailles ainsi qu'une salle d'exposition d'objets d'art et de produits manufacturés décoratifs. La façade de ce Palais était exubérante, une architecture fastueuse évoquant le style Louis XVI.

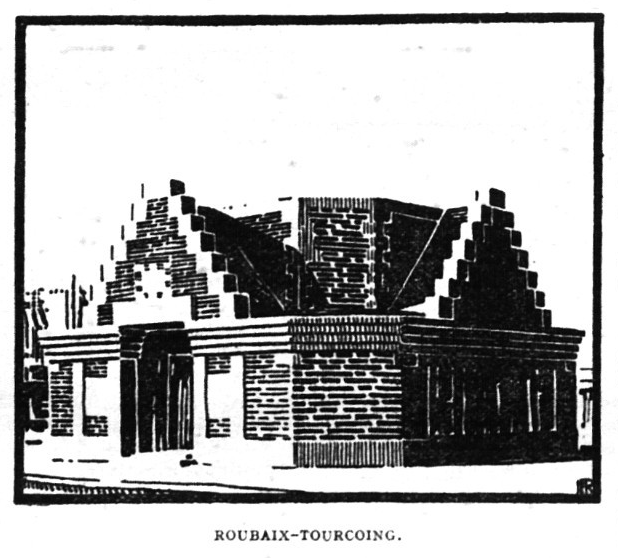
Pavillon de Roubaix-Tourcoing à l'Exposition des Arts décoratifs de 1925

En 1925, à l'occasion de l'Exposition internationale des Arts décoratifs qui se tenait à Paris, les villes de Roubaix et de Tourcoing furent représentées par le biais de l'Association des Fabricants de tissus et d'étoffes d'ameublement dont le siège était à Tourcoing. L'exposition présentée par l'association était abritée dans un pavillon construit d'après les plans du décorateur de Feure. Le département du Nord ayant beaucoup souffert des ravages de la Première guerre mondiale, ce pavillon, par l'abondance des produits textiles présentés, permis de prouver que les industries du Nord se portaient désormais parfaitement.

## XXesiècle: des guerres et des crises
Pendant la Seconde Guerre mondiale, le QG de la XVe armée allemande s'installa rue de la Marne. Il avait pour commandant le général von Salmuth. Ce fut là que les Allemands interceptèrent les fameux « vers de Verlaine » annonçant le débarquement à la Résistance (aujourd'hui le complexe a été transformé en musée ouvert le 1er et le 3e dimanche de chaque mois, le musée du 5 juin 1944). La ville fut très peu touchée par les bombardements, localisés essentiellement sur la gare et ses environs, le 11 et 13 mai 1944, ceux-ci firent tout de même 77 morts, en grande partie à l'usine Scalabre située rue de Roubaix. Tourcoing fut libérée le 4 septembre de la même année. De nouveaux bombardements eurent lieu dans le quartier du pont de Neuville le 5 octobre.
A la fin de la Seconde guerre mondiale, bien que Tourcoing ait été peu touchée par les bombardements, les habitations du centre-ville, peu entretenues, sont considérées comme vétustes et la municipalité souhaite construire de nouveaux logements, d'abord individuels, puis collectifs. Ces projets de logements seront notamment créés et encadrés par le CIL (Comité Interprofessionnel du Logement) de Roubaix-Tourcoing, créé en 1943 sur l'initiative d'une commission logement mise en place par le Syndicat patronal textile, alors nouvellement fondé. C'est dans ce cadre que sera construite en 1946, rue du Congo (à Mouvaux), une cité expérimentale composée de 29 maisons ouvrières modernes (déclinant 15 modèles différents). Ces logements accueillaient du public venu découvrir les nouvelles maisons qui comprenaient chacune un système de chauffage et une salle de bain. Cette expérience sera réitérée en 1953 dans une nouvelle cité construite au lieu-dit La Fin de la guerre. Devant le succès rencontré par ces nouvelles habitations, le CIL construira dans les années 1950 de nombreux ensembles de maisons ; à Tourcoing, c'est à La Fin de la guerre que seront construits 206 logements collectifs et 593 maisons individuelles. Les maisons bâties à l'initiative du CIL se reconnaissent par leur grande simplicité et leurs références traditionnelles locales avec leurs murs de briques et leur toit en tuiles.
Dans les années 1960, Tourcoing se dotera de deux grands ensembles, le Groupe Belencontre et le Z.U.P. de la Bourgogne (1965-1975). La ville continue de s'étendre au-delà du boulevard industriel, malgré une baisse du nombre d'habitants.